# Lista de clássicos de futebol de Minas Gerais
Esta é uma lista dos clássicos de futebol do estado de Minas Gerais no Brasil.

## América vs Atlético
O Clássico das Multidões é o nome do clássico que envolve as equipes do América Mineiro e do Atlético Mineiro, sediadas em Belo Horizonte, capital de  Minas Gerais, que se confrontaram pela primeira vez em 1913.
Durante muitas décadas, este clássico foi considerado por muitos como o maior clássico de Minas Gerais, chamado pela imprensa e pelos torcedores de O Clássico das Multidões, talvez inspirado no Fla-Flu. Com a construção do Estádio do Mineirão, este clássico veio a perder espaço para Atlético contra Cruzeiro, embora este clássico tenha escrito uma história própria, enriquecida por mais de 100 anos de confrontos, reunindo o Atlético, clube que sempre teve a imagem vinculada à massa proletariada, e o América, clube com imagem vinculada à elite mineira, com grande número de políticos e empresários da alta sociedade de Minas Gerais como torcedores
.
Estatísticas
- Último jogo considerado: América 2 x 1 Atlético, em 17 de março de 2024.
- Número de partidas: 425
- Vitórias do Atlético: 212
- Vitórias do América: 107
- Empates: 106
- Gols do Atlético: 716
- Gols do América: 519

Maiores públicos
1. Atlético 2 x 0 América, 82.960, 16 de março de 1969 .
2. Atlético 1 x 0 América, 72.680, 4 de julho de 1999 .
3. Atlético 1 x 0 América, 67.186, 13 de agosto de 1967 .
4. Atlético 1 x 0 América, 60.142, 7 de novembro de 2021 .
5. Atlético 2 x 0 América, 55.989, 9 de abril de 2023 .
6. Atlético 1 x 0 América, 51.091, 21 de abril de 1968 .
7. Atlético 4 x 1 América, 50.176, 1 de fevereiro de 1976 .
8. Atlético 1 x 1 América, 47.928, 8 de maio de 2016 .
9. Atlético 3 x 1 América, 46.934, 3 de junho de 2001 .
10. América 2 x 1 Atlético, 44.003, 27 de junho de 1999 .

## América vs. Cruzeiro
Coelho versus Raposa é o confronto entre as equipes do América (o Coelho) e o Cruzeiro (a Raposa), equipes sediadas em Belo Horizonte, capital do estado brasileiro de Minas Gerais, que se confrontam desde 10 de Julho de 1921, com a vitória do América por 2 a 0.
O América, clube da elite mineira e o Cruzeiro, clube que nasceu vinculado inicialmente à colônia italiana deste estado, mas cuja torcida com o tempo se espalhou por todas as etnias e classes sociais, sempre fizeram confrontos marcados pela rivalidade e pelo bom futebol, sendo que após a construção do Estádio do Mineirão , o Cruzeiro veio a crescer muito e romper as barreiras do estado, virando uma referência internacional, mas sem esquecer o futebol mineiro, faz com o América um dos clássicos mais tradicionais de Minas Gerais.
Após o primeiro confronto, o Cruzeiro (então Palestra Itália) , só veio a ganhar do América no décimo-sexto clássico entre estes rivais, em 19 de Junho de 1927, quando ganhou por 4 a 1.
As partidas mais importantes da história do clássico Coelho versus Raposa foram os dois jogos da final da Copa Sul-Minas em 2000 , quando o América venceu por 1 a 0 (gol de Pintado) e por 2 a 1 no jogo final (gols de Zé Maria de pênalti para o Cruzeiro e de Zé Afonso e Álvaro para o América), sagrando-se o primeiro campeão desta competição, que reunia os maiores clubes de Minas Gerais e os maiores clubes da Região Sul do Brasil. Curiosamente, foi por esta mesma competição, em sua edição de 2002, que o Cruzeiro aplicou a maior goleada da história deste clássico: 7 a 0.
Estatísticas de Coelho versus Raposa
- Total de Clássicos: 374
- Vitórias do Cruzeiro: 157
- Vitórias do América: 108
- Empates: 109
- Maior goleada do Cruzeiro: 7 a 0 em 17 de fevereiro de 2002
- Maior goleada do América: 7 a 1 em 24 de junho de 1923

Maiores Públicos de América versus Cruzeiro
1. Cruzeiro 2 a 0 América, 62.589, 20 de Dezembro de 1992
2. Cruzeiro 1 a 0 América, 54.733, 27 de Abril de 1969
3. Cruzeiro 3 a 2 América, 49.134, 13 de Dezembro de 1992
4. América 2 a 2 Cruzeiro, 48.991, 18 de Agosto de 1968
5. Cruzeiro 1 a 0 América, 46.600, 5 de Setembro de 1979
6. América 0 a 0 Cruzeiro, 46.526, 12 de Novembro de 1967
7. Cruzeiro 2 a 1 América, 46.049, 3 de Dezembro de 1978
8. Cruzeiro 3 a 2 América, 44.116, 23 de Janeiro de 1966
9. América 2 a 1 Cruzeiro, 42.024, 3 de Setembro de 1967
10. América 1 a 1 Cruzeiro, 40.457, 18 de Abril de 1971
11. Cruzeiro 2 a 1 América, 39.678, 23 de Setembro de 1984
12. América 1 a 1 Cruzeiro, 38.673, 10 de Junho de 1971

## América vs. Villa Nova
Coelho versus Leão é o nome do clássico entre as equipes mineiras do América (o Coelho) e do Villa Nova (o Leão) , equipes que ostentam entre as suas principais conquistas o Campeonato Brasileiro Série B e se confrontam desde o dia 22 de Novembro de 1916 em partida realizada em Nova Lima e que tem o seu placar deconhecido, embora o pesquisador americano Carlos Paiva registre vitória do Villa Nova por um placar confortável.
Embora o América já tenha conquistado o Campeonato Mineiro por 15 vezes e o Villa por 5, estas equipes jamais se confrontaram em finais deste campeonato. Um dos motivos é o fato do Villa Nova, apesar de fundador da Liga Mineira, só ter obtido autorização para disputar o Campeonato Mineiro em 1927, após o decacampeonato do América.
No mesmo ano em que o Villa foi aceito no Campeonato Mineiro, aconteceu a única final entre América e Villa Nova pelo Torneio Início de Minas Gerais, com a vitória do Coelho por 1 a 0. O América é o recordista de conquistas do Torneio Início, o que aconteceu por 13 vezes, enquanto o Villa Nova é o quarto neste ranking, com 5 conquistas. 
Pela Taça Minas Gerais, Leão e Coelho fizeram a final de 1977 em uma emocionante série de 3 jogos que terminaram empatados em 1 a 1 no tempo normal, com o Villa Nova fazendo o gol de desempate e que lhe deu este título no terceiro jogo, em 13 de Abril de 1977, aos 6 minutos da prorrogação por intermédio de seu atacante Jurandi. Esta partida foi disputada no Mineirão e 10.728 torcedores pagaram ingressos naquele dia. Até o ano de 2007, 0 Villa tem 2 conquistas da Taça Minas Gerais, enquanto o América ostenta o título de 2005 nesta competição.
As duas torcidas aguardavam outra final entre estes antigos rivais pela Taça Minas Gerais de 2006, mas o América, campeão de 2005, veio a perder nas semifinais para o Uberaba, que foi derrotado na final pelo Villa.
Estatísticas de América versus Villa Nova, ou Coelho versus Leão
- Número de partidas: 272.
- Vitórias do América: 104.
- Empates: 76.
- Vitórias do Villa Nova: 92.
- Total de gols do clássico: 786.
- Gols do América: 414.
- Gols do Villa Nova: 372.
- Maior goleada do América: 7 a 2 em 15 de Dezembro de 1960 .
- Maior goleada do Villa Nova:11 a 0 em 19 de Agosto de 1934 .[3]

## Atléticovs.Cruzeiro
O Clássico Mineiro é o maior clássico de Minas Gerais e uma das maiores rivalidades do futebol brasileiro e sul-americano.
A maior goleada do clássico foi do Atlético Mineiro por 9 a 2 Palestra Itália, antigo nome do Cruzeiro, em 1927.
No cenário internacional, as duas equipes se encontraram apenas uma vez em uma competição oficial. Na semifinal da Copa Ouro de 1993, o Atlético eliminou o Cruzeiro nos pênaltis, avançando para a final a qual viria a perder para o Boca Juniors.
Em 2011 as duas equipes protagonizaram um de seus encontros mais dramáticos, quando, na última rodada do Campeonato Brasileiro, uma vitória do Atlético rebaixaria o rival para a Série B pela primeira vez. Entretanto, a equipe do Cruzeiro goleou o Atlético por 6 a 1, na maior goleada cruzeirense na história do Clássico.
Em 2014 as duas equipes fizeram a final de uma competição nacional pela primeira e única vez na história até o momento. O título da Copa do Brasil daquele ano foi para o Atlético após duas vitórias, por 2 a 0 e 1 a 0. 

## Atlético vs. Villa Nova
Galo versus Leão é o mais antigo clássico de futebol do Estado brasileiro de Minas Gerais, que envolve as equipes do Clube Atlético Mineiro (o Galo) e o Villa Nova Atlético Clube (o Leão), equipes que se confrontam desde 14 de Julho de 1912 , na vitória do Atlético por 5 a 1.
Curiosamente, o maior público deste clássico não deve ter acontecido na Era Mineirão, e sim no Estádio Independência. Em virtude do mau estado do gramado, por conta da  tempestade que aconteceu durante a preliminar, o árbitro, Francisco Trindade, adiou a segunda partida da melhor-de-três que decidiu o Campeonato Mineiro de 1951, do dia 20 de janeiro, para o dia 24 de janeiro de 1952, mas como tinham sido vendidos 11.123 ingressos anteriormente, a Federação Mineira deliberou que o jogo fosse realizado com portões abertos e estima-se que cerca de 40.000 pessoas tenham asssitido esta partida. Nesta melhor-de-três, o Villa empatou as duas primeiras por 1 a 1 e 2 a 1, vindo a vencer a terceira partida por 1 a 0, gol de Vaduca aos 5' do 2º tempo, sagrando-se campeão, perante 20.000 espectadores. 
A vitória do Villa Nova sobre o Atlético por 3 a 2, no Estádio do Mineirão em 21 de Janeiro de 2007, na presença de 19.031 torcedores (16.558 pagantes), representou o fim de um jejum que durou quase 25 anos sem vitória do Villa sobre o Atlético no Mineirão, pois a última vitória havia acontecido em 29 de Agosto de 1982 , quando os alvi-rubros venceram por 2 a 1, com 13.854 espectadores neste dia. 
Já a última vitória do Leão fora do Mineirão havia acontecido no dia 20 de Maio de 2001 em seu estádio de Castor Cifuentes, quando o Villa venceu por 1 a 0. Neste mesmo ano o Villa havia vencido o Galo por 4 a 2, mas o jogo havia sido no Estádio Independência, arrendado pelo América .
O clássico disputado pelo Campeonato Mineiro de 2008, em Nova Lima, teve uma comemoração especial, pois nele foi disputada a Taça Clássico 200 Anos, cujo nome é uma menção ao fato de Atlético e Villa Nova, equipes mais antigas de Minas Gerais, estarem comemorando o centenário neste ano. Em campo deu Galo: 2 a 0.
Estatísticas de Galo versus Leão
- Número de partidas: 242.
- Vitórias do Atlético: 148
- Empates: 51
- Vitórias do Villa: 43
- Maior artilheiro do clássico: Lucas Miranda, do Atlético, 23 gols.

Enlace Externo
História do Clássico
Artigo sobre o clássico

## Cruzeiro vs. Villa Nova
Raposa versus Leão é o nome dado ao confronto que envolve as equipes mineiras do Cruzeiro Esporte Clube (A Raposa) e do Villa Nova Atlético Clube (o Leão) , cujo primeiro confronto foi em Villa Nova 1 a 1 Cruzeiro (então Palestra Itália) em 18 de Setembro de 1921 no Campo das Quintas em Nova Lima .
Em 22 de Junho de 1997 Cruzeiro e Villa bateram o recorde de público presente do Estádio Governador Magalhães Pinto, o Mineirão, quando 132.834 espectadores assistiram a vitória do Cruzeiro por 1 a 0, que deu o título mineiro à Raposa.
Estatísticas de Cruzeiro e Villa Nova
- Última partida considerada: Villa Nova 1 x 2 Cruzeiro em 24 de janeiro de 2024.
- Número de partidas: 238
- Vitórias do Cruzeiro: 126
- Empates: 71
- Vitórias do Villa Nova: 41
- Gols marcados pelo Cruzeiro: 464
- Gools marcados para o Villa Nova: 287[7][8]

## Mamoré vs. URT
O Clássico do Milho envolve a União Recreativa dos Trabalhadores e o Esporte Clube Mamoré, duas agremiações de Patos de Minas, que protagonizam a maior rivalidade do interior mineiro.
Estatísticas do Clássico do Milho
- Número de partidas: 43
- Vitórias da URT: 15
- Empates: 16
- Vitórias do Mamoré: 12.
- Gols marcados pela URT: 41
- Gols marcados paro Mamoré: 36

Último jogo: 10/06/2024 - Mamoré 0 x 0 URT

## Tupi vs. Tupynambás
O clássico juiz-forano entre o Tupi Football Club e Tupynambás Futebol Clube, conhecido como Tu-Tu, é o segundo clássico mais antigo de Minas Gerais e um dos principais do interior do estado.
Estatísticas do Tu-Tu
| Número de jogos        | 285 |                    |     |
| Vitórias do Tupi       | 133 | Gols do Tupi       | 511 |
| Vitórias do Tupynambás | 82  | Gols do Tupynambás | 372 |
| Empates                | 70  |                    |     |

- Primeiro jogo: 18/08/1912 - Tupi 1 x 1 Tupynambás
- Último jogo: 29/04/2023 - Tupynambás 1 x 1 Tupi

## Uberaba vs. Uberlândia
O Clássico do Triângulo, entre USC e UEC, é um dos clássicos mais prestigiados do interior de Minas Gerais. As duas equipes já se enfrentaram em jogos pela Série D, Série C e Série A do Campeonato Brasileiro, além de já terem decidido a Taça Minas Gerais em 2010. 
- Último jogo: 20/04/2019 - Uberlândia 0 x 0 Uberaba

Estatísticas do Clássico do Triângulo em partidas oficiais[carece de fontes?]
| Número de jogos        | 106 |                    |     |
| Vitórias do Uberaba    | 33  | Gols do Uberaba    | 121 |
| Vitórias do Uberlândia | 38  | Gols do Uberlândia | 130 |
| Empates                | 35  |                    |     |

## Outros clássicos do interior
- América-TO vs. Democrata-GV[11]
- Araguari vs. Fluminense de Araguari[12]
- Caldense vs. Pouso Alegre[13]
- Caldense vs. Rio Branco de Andradas[14]
- Bela Vista vs. Democrata-SL[15]
- Boa Esporte vs. Varginha[16]
- Democrata-GV vs. Ipatinga[17]
- Democrata-GV vs. Social [18]
- Formiga vs. Guarani[19]
- Meridional vs. Metalusina[20]
- Nacional Uberaba vs. Uberaba SC[21]
- Sport vs. Tupi[22]